# نصرت‌الله حکیم‌الهی
نصرت‌الله حکیم‌الهی (متولد ۱۳۰۳) نویسنده و پژوهشگر ایرانی بود. شهرت او برای نگارش کتاب‌های تاریخی و نیز کتاب‌های درسی است. او که برادر هدایت‌الله حکیم‌الهی و فرزند محمدعلی حکیم‌الهی فریدنی است، مدتی مدیر دبیرستان فیروزبهرام بود.

## کتاب‌ها
- در راه ت‍م‍دن ب‍زرگ: از ک‍ورش ت‍ا پ‍ه‍ل‍وی
- خاطرات
- تاری‍خ ج‍ه‍ان ب‍رای س‍ال اول دب‍ی‍رس‍ت‍ان‍ه‍ا
- ت‍اری‍خ ای‍ران و ع‍م‍وم‍ی [ک‍ت‍اب‍ه‍ای درس‍ی] س‍ال س‍وم دب‍ی‍رس‍ت‍ان
- تاریخ عمومی [کتابهای درسی]: برای سال ششم ادبی
- تعلیمات اجتماعی و مدنی برای سال چهارم و دبیرستان‌ها، ۱۳۳۵
- ج‍غ‍راف‍ی‍ا [کتابهای درسی] ب‍رای س‍ال اول دب‍ی‍رس‍ت‍ان
- ع‍ص‍ر پ‍ه‍ل‍وی و ت‍ح‍ولات ای‍ران، ۱۳۴۶
- سمینار کراچی و خاطرات سفر پاکستان، ۱۳۳۷